# رودريك وليامز
رودريك وليامز (بالإنجليزية: Roderick Williams)‏ هو مغني ومغني أوبرا بريطاني، ولد في 1965 في لندن في المملكة المتحدة.

## وصلات خارجية
- رودريك وليامز على موقع ميوزك برينز (الإنجليزية)
- رودريك وليامز على موقع أول ميوزيك (الإنجليزية)
- رودريك وليامز على موقع ديسكوغز (الإنجليزية)
- رودريك وليامز على موقع ديسكوغز (الإنجليزية)